# Ononis zygantha
Ononis zygantha är en ärtväxtart som beskrevs av René Charles Maire och Ernst Wilczek. Ononis zygantha ingår i släktet puktörnen, och familjen ärtväxter. Inga underarter finns listade i Catalogue of Life.